# キング・エドワード7世級戦艦

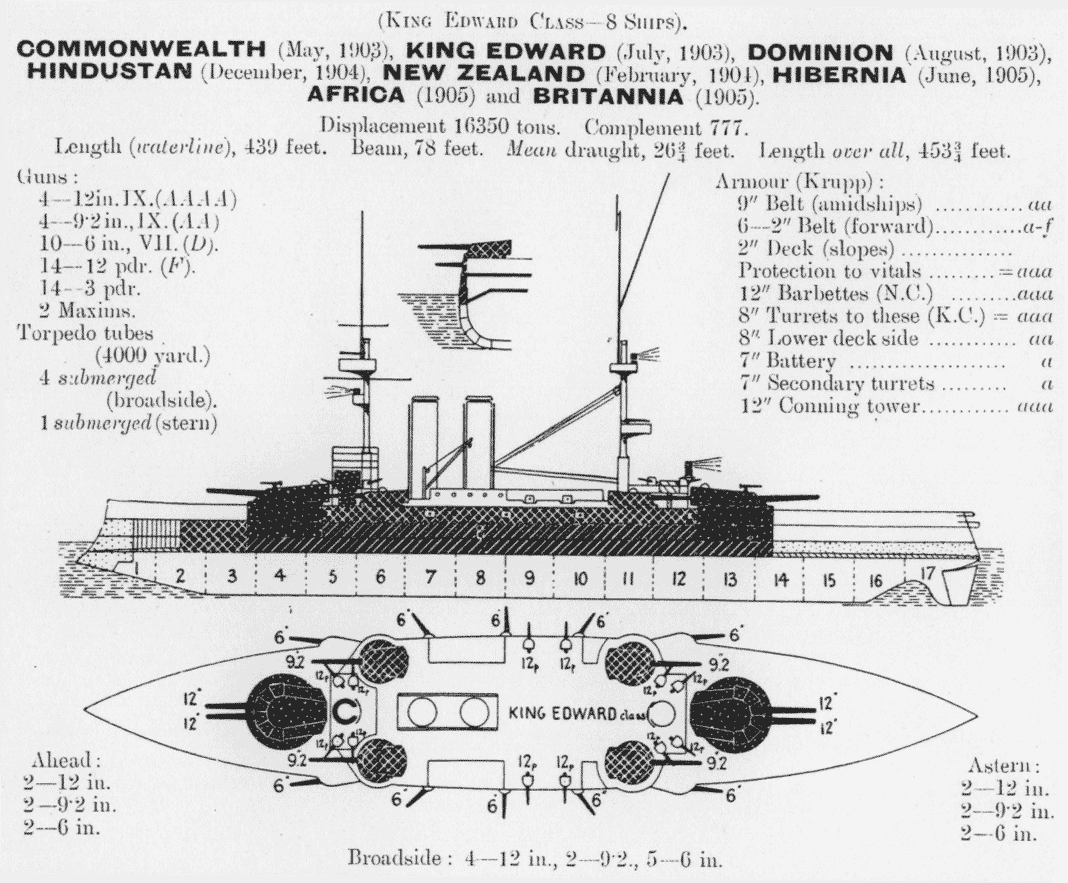

キング・エドワード7世級戦艦 (King Edward VII class Battleships) は、1903年から1905年にかけてイギリス海軍により建造された準弩級戦艦。

## 概要

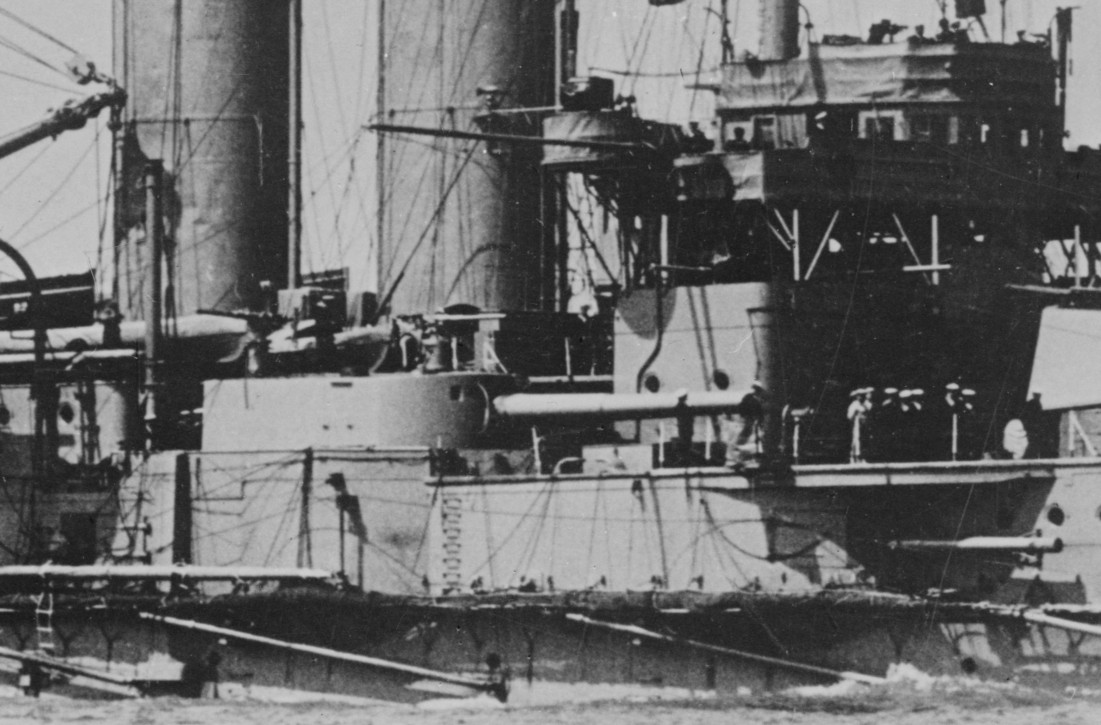
本級の副砲に採用された23.4cm単装砲塔の写真。

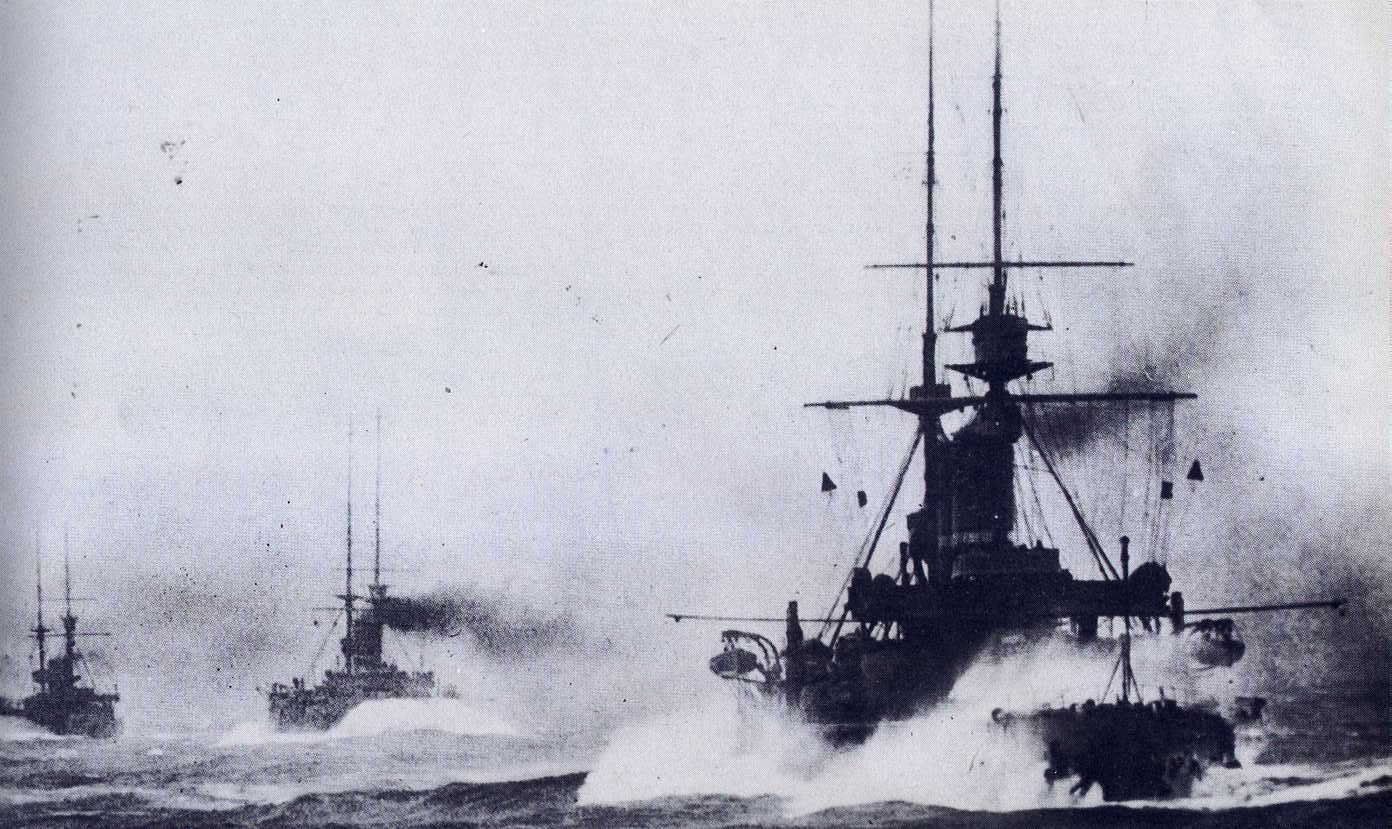
荒天の中、波浪を突いて航行する本級の写真。

本級は当時急成長を遂げていた日米独の艦隊に対抗するために建造された。日米艦隊については、艦隊の規模は英国よりも小さいものの後の日本海海戦で有用性が証明される副砲が従来に比べ増強されており、英国もこの重要性を認識していた。このために主砲の大口径化と同時に副砲の増強が図られた。
本級の副砲の設計はマジェスティック級戦艦の他にいずれも6インチ砲を備えるカノープス級、フォーミダブル級、ダンカン級などを参考に決定された。本級は中間砲に装甲巡洋艦でも広く採用された9.2インチ速射砲 (234mm)を採用し、さらに速射性能も向上させた。

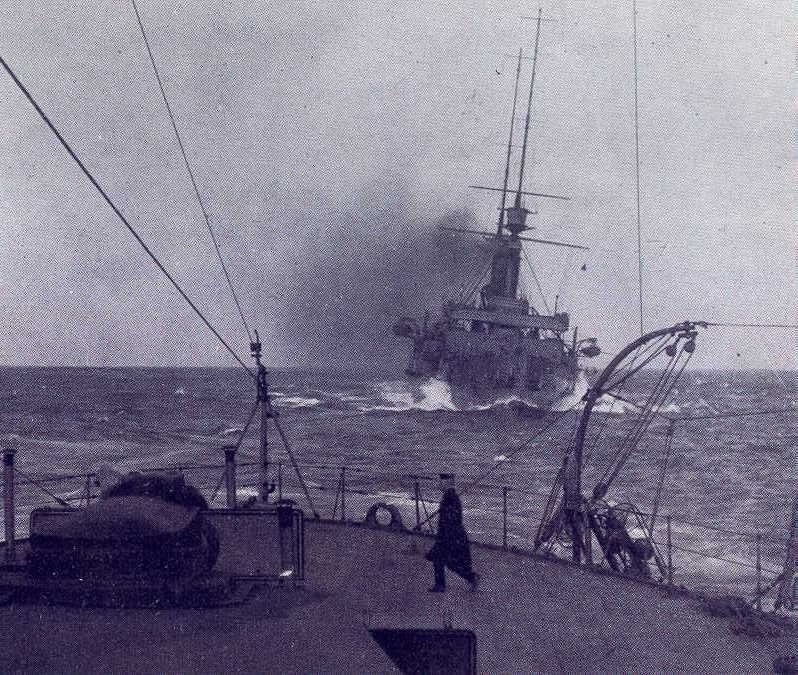
揺れるヒンドゥスタンの写真。

新型機関による速度性能については問題は無かったが、英国戦艦として初めて平衛舵を採用し、旋回性能で良好な結果を示したが、その反面船体の乾舷が低く重心も低かったので少し海が荒れるとローリングの周期が短くなり巡洋艦のように揺れ、「ヨロヨロ八隻組」 「揺れる八艦隊」("the wobbly eight") なる不名誉な渾名を頂戴している。ボイラーには、英国海軍の戦艦で初めて重油噴射式の石炭・重油混焼缶が採用された（ニュージーランドを除く）。これによってボイラー圧を容易に上げることができるようになり、加速性能が向上した。
しかし1906年にドレッドノートが建造されたことでキング・エドワード7世級は早々と時代遅れな艦となってしまった。コモンウェルスについては1918年に近代改装が施され、砲手の練習艦として利用されている。

## 同型艦
本級に属する艦は全て第一次世界大戦に参加した。沈没を免れた艦についても1920年から1921年にかけて除籍された。
- アフリカ（英語版） Africa - 1914年8月にグランド・フリートの第3戦隊に所属し、1918年には第9巡洋戦艦部隊に属した。1919年には第一線を離れて宿泊用に用いられ、翌年スクラップにされた。
- ブリタニア Britannia - 休戦の二日前1918年11月9日にトラファルガー岬沖でドイツ潜水艦U-50の雷撃を受け沈没した。
- コモンウェルス Commonwealth - 1918年に改装されて練習艦として利用されたが1921年にスクラップにされた。
- ドミニオン Dominion - 1903年に就役した。
- ハイバーニア Hibernia - 本級最後の艦として1905年6月17日に就役した。
- ヒンドゥスタン Hindustan
- キング・エドワード7世 King Edward VII (the seventh) - 1916年1月6日にラス岬沖で触雷し、機関室に大量の浸水を及ぼし、約9時間後に転覆沈没した。
- ニュージーランド（英語版） New Zealand - その後就役した巡洋戦艦に艦名を譲るためにジーランディア (Zealandia) に改名された。

## 参考図書
「世界の艦船増刊第30集　イギリス戦艦史」(海人社)